# Listes des langues en danger
 (juin 2023).
La mise en forme du texte ne suit pas les recommandations de Wikipédia : il faut le « wikifier ».
Les points d'amélioration suivants sont les cas les plus fréquents. Le détail des points à revoir est peut-être précisé sur la page de discussion.
- Les titres sont pré-formatés par le logiciel. Ils ne sont ni en capitales, ni en gras.
- Le texte ne doit pas être écrit en capitales (les noms de famille non plus), ni en gras, ni en italique, ni en « petit »…
- Le gras n'est utilisé que pour surligner le titre de l'article dans l'introduction, une seule fois.
- L'italique est rarement utilisé : mots en langue étrangère, titres d'œuvres, noms de bateaux, etc.
- Les citations ne sont pas en italique mais en corps de texte normal. Elles sont entourées par des guillemets français : « et ».
- Les listes à puces sont à éviter, des paragraphes rédigés étant largement préférés. Les tableaux sont à réserver à la présentation de données structurées (résultats, etc.).
- Les appels de note de bas de page (petits chiffres en exposant, introduits par l'outil «  Source ») sont à placer entre la fin de phrase et le point final[comme ça].
- Les liens internes (vers d'autres articles de Wikipédia) sont à choisir avec parcimonie. Créez des liens vers des articles approfondissant le sujet. Les termes génériques sans rapport avec le sujet sont à éviter, ainsi que les répétitions de liens vers un même terme.
- Les liens externes sont à placer uniquement dans une section « Liens externes », à la fin de l'article. Ces liens sont à choisir avec parcimonie suivant les règles définies. Si un lien sert de source à l'article, son insertion dans le texte est à faire par les notes de bas de page.
- La présentation des références doit suivre les conventions bibliographiques. Il est recommandé d'utiliser les modèles {{Ouvrage}}, {{Chapitre}}, {{Article}}, {{Lien web}} et/ou {{Bibliographie}}. Le mode d'édition visuel peut mettre en forme automatiquement les références.
- Insérer une infobox (cadre d'informations à droite) n'est pas obligatoire pour parachever la mise en page.

Pour une aide détaillée, merci de consulter Aide:Wikification.
Si vous pensez que ces points ont été résolus, vous pouvez retirer ce bandeau et améliorer la mise en forme d'un autre article.
 (juin 2023).
Les listes de langues en danger sont principalement basées sur les définitions utilisées par l'UNESCO. Pour être répertoriée, une langue doit être classée comme "en danger" dans une source académique citée. Les chercheurs ont conclu que dans moins de cent ans, près de la moitié des langues connues aujourd'hui seront perdues à jamais. Les listes sont organisées par région.
La mondialisation et l'internationalisation de certaines langues font partie des causes de ce processus.

## Afrique
- Liste des langues en danger en Afrique

## Asie
- Liste des langues en danger en Asie
- Liste des langues en danger au Bangladesh
- Liste des langues en danger en Chine
- Liste des langues en danger en Inde
- Liste des langues en danger en Indonésie
- Liste des langues en danger au Népal

## L'Europe
- Liste des langues en danger en Europe
- Liste des langues en danger en Russie

## Amérique du Nord
- Liste des langues en danger en Amérique du Nord
- Liste des langues en danger au Canada
- Liste des langues en danger au Mexique
- Liste des langues en danger aux États-Unis

## Amérique centrale et du sud
- Liste des langues en danger d'Amérique centrale
- Liste des langues en danger en Amérique du Sud
- Liste des langues en danger au Brésil
- Liste des langues en danger en Colombie

## Océanie
- Liste des langues aborigènes australiennes
- Liste des langues en danger en Papouasie-Nouvelle-Guinée
- Liste des langues en danger d'Océanie

## Discussion
SIL Ethnologue (2005) répertorie 473 des 6 909 langues vivantes inventoriées (6,8%) comme "presque éteintes", indiquant des cas où "seulement quelques locuteurs âgés sont encore vivants"; ce chiffre est tombé à 6,1% à partir de 2013,.
Pour juger si une langue est en danger ou non, le nombre de locuteurs est moins important que leur répartition par âge. Il y a des langues en Indonésie signalées avec jusqu'à deux millions de locuteurs natifs vivants maintenant, mais tous d'âge avancé, avec peu ou pas de transmission aux jeunes. D'autre part, alors qu'il ne reste plus que 30 000 locuteurs de ladin, presque tous les enfants l'apprennent encore comme langue maternelle ; le ladin n'est donc pas actuellement en danger. De même, la langue hawaïenne ne compte qu'environ 1 000 locuteurs, mais elle s'est stabilisée à ce nombre, et il existe désormais un enseignement scolaire dans la langue, de la maternelle à la 12e année; ainsi la langue est classée comme simplement vulnérable.
Alors qu'il existe environ six ou sept mille langues sur Terre aujourd'hui, environ la moitié d'entre elles ont moins de 3 000 locuteurs. Les experts prédisent que même dans un scénario conservateur, environ la moitié des langues d'aujourd'hui disparaîtront dans les 50 à 100 prochaines années.